# 2855 Bastian
2855 Bastian је астероид главног астероидног појаса чија средња удаљеност од Сунца износи 2,454 астрономских јединица (АЈ).
Апсолутна магнитуда астероида је 13,0.